# ブラドック・ロード駅
ブラドック・ロード駅（英語：Braddock Road Station）はバージニア州アレクサンドリアにある、ワシントンメトロの駅。